# Lancia Pentajota
Lancia Pentajota es un camión de carga fabricado para el transporte de materiales o pasajeros (según la configuración) y producido por el fabricante Italiano Lancia Veicoli Industriali. Fue lanzado al mercado en 1924 y se comercializó hasta 1929, en sustitución del modelo Lancia Tetrajota.

## Características principales
El Pentajota funcionaba con el probado motor de 4.9 litros mejorado del Tetrajota para desarrollar 70 hp, suficiente para alcanzar una velocidad máxima de 55 a 60 km/h. El Pentajota utilizaba el cambio y puente alargado del Tetrajota. Gracias a la gran distancia entre ejes, el Pentajota fue utilizado, entre otras formas, como camión de carga con una gran superficie de carga de 7,7 metros cuadrados y una capacidad de 5,3 toneladas, hecho que le otorgó el sobrenombre de "el gigante de la calle". El Pentajota fue construido desde 1924 hasta 1929 y se comercializaron más de 2.000 ejemplares.